# Eric Gairy
Eric Matthew Gairy (Dunfermline, 18 de febrero de 1922 - Grand Anse, 23 de agosto de 1997) fue un sindicalista, político y estadista granadino que ocupó la jefatura de gobierno de Granada entre 1961 y 1962, y nuevamente desde 1967 hasta su derrocamiento en 1979. Fue «Ministro Principal» durante el período colonial británico y «Premier» desde 1967 hasta 1974 cuando, tras la concesión formal de la independencia por parte del Reino Unido, se convirtió en el primer primer ministro de Granada como Estado soberano. Fue además miembro del Parlamento de Granada en representación de las circunscripciones de Saint George (1951-1961) y Saint George South (1962-1979). Fundador del Partido Laborista Unido de Granada (GULP), Gairy dominó la escena política de su país durante treinta años.

## Biografía
Nacido en Granada, Gairy se trasladó a Aruba, donde trabajó varios años en la refinería de petróleo de Lago Oil and Transport Company. Fue expulsado del país por su actividad sindical en 1949 y retornó a Granada, donde reanudó sus actividades. Desafiando a los liderazgos sindicales y políticos moderados de la época, fundó la Unión de Trabajadores Manuales y Metalúrgicos, sindicato desde el cual encabezó una serie de masivas huelgas y disturbios violentos en contra del gobierno colonial británico, a partir de los cuales contribuyó a lograr una serie de importantes concesiones laborales y políticas, entre ellas el sufragio universal para adultos. Gairy fundó el Partido Laborista Unido de Granada y lo mantuvo como el partido político más grande de la colonia en las elecciones de 1951, 1954 y 1957. Conocido por sus actitudes populistas y agresivas, Gairy fue denunciado como un extremista radical por las autoridades británicas y como un oportunista político por sus detractores internos dentro del movimiento anticolonial. Fue sometido a una inhabilitación política que le impidió competir en las elecciones de 1961. Luego de la aplastante victoria del GULP en dichos comicios, su proscripción fue levantada, permitiéndole asumir como «Ministro Principal» de Granada en agosto de 1961. Sin embargo, su gobierno solo duró diez meses antes de ser depuesto por la administración británica bajo acusaciones de corrupción que minaron su popularidad, lo que condujo a su derrota en las elecciones anticipadas de 1962 ante el Partido Nacional de Granada, liderado por Herbert Blaize.
Partidario de la independencia total de Granada y rechazando el plan de Blaize para una unificación del país con Trinidad y Tobago, Gairy encabezó la oposición a este proyecto en las elecciones de agosto de 1967, en las que obtuvo una amplia victoria. Para entonces, Granada se había convertido en un «Estado Libre Asociado» con Gran Bretaña y tenía autogobierno sobre sus asuntos internos, facilitando a Gairy la posibilidad de consolidar su hegemonía política sin la intervención británica. La administración de Gairy supervisó la compleja transición del país de una economía agrícola a una basada en el turismo, lo que provocó que su período de gobierno estuviese marcado por sucesivos estallidos de violencia sindical, enfrentamientos callejeros y masacres policiales. Asimismo, Gairy buscó concentrar rápidamente el poder en sus manos e implantó un régimen autoritario centralizado en su persona, con la creación de un ejército privado (los Agentes Voluntarios o Mongoose Gang) que se ocupó de silenciar la disidencia y aterrorizar a la población, lo que le permitió obtener una fácil reelección en 1972. En 1973, Gairy llegó a un acuerdo con Gran Bretaña para lograr la independencia total y el 6 de febrero de 1974 llevó a Granada a independizarse como un Reino de la Mancomunidad de Naciones, asumiendo como primer ministro del nuevo Estado. Fue reelegido en 1976, bajo acusaciones de fraude e intimidación a los votantes.
A lo largo de la década de 1970, Gairy comenzó a enfrentar una oposición cada vez más fuerte por parte de crecientes movimientos de izquierda radical, que convergieron en el socialista y populista Movimiento New Jewel de Maurice Bishop. Estos grupos encabezaron una serie de protestas en contra del gobierno que resultaron en una severa represión, siendo particularmente recordadas las masacres del «Domingo Sangriento» en 1973 y el «Lunes Sangriento» de 1974. A partir de 1976, el New Jewel comenzó a abandonar la arena política en favor de la lucha armada y recibió apoyo logístico de la Cuba de Fidel Castro. En marzo de 1979, mientras Gairy se encontraba en Estados Unidos para dirigirse a la Asamblea General de la ONU, corrió el rumor de que planeaba asesinar a los dirigentes del New Jewel en su ausencia. En consecuencia, Bishop comandó un levantamiento armado el 13 de marzo que derrocó a Gairy casi sin derramamiento de sangre e instauró el «Gobierno Popular Revolucionario», un régimen socialista. Tras su derrocamiento, Gairy permaneció en el exilio en Estados Unidos hasta la invasión estadounidense de Granada en octubre de 1983, después de la cual volvió a Granada y retornó a la actividad política. Lideró al GULP a las elecciones de 1984, 1990 y 1995, en las que la formación obtuvo representación parlamentaria pero él mismo no logró retornar al Parlamento. Durante la siguiente década, Gairy vio a su partido entrar en declive ante el ascenso del sistema bipartidista entre el Nuevo Partido Nacional y el Congreso Nacional Democrático. Continuó liderando el GULP hasta su muerte en agosto de 1997, a los 75 años.
Gairy continúa siendo una figura profundamente controvertida en Granada y su reputación histórica es objeto de debate. Pese a ser considerado arquitecto tanto de la independencia como de la movilización sindical que condujo a la obtención de múltiples derechos cívicos por parte de la población granadina, gran parte del legado político de Gairy quedó ensombrecido por las violaciones a los derechos humanos cometidas durante su gobierno, las acusaciones de corrupción y autoritarismo en su contra, y sus comentarios públicos sobre la existencia de los OVNIs que lo volvieron objeto de burlas internacionales.